# چونکارا (پونو)
چونکارا (به اسپانیایی: Chunkara) یک کوه در پرو است که در استان لامپا واقع شده‌است. چونکارا ۵٬۰۰۰ متر بالاتر از سطح دریا واقع شده‌است.